# Pilier de fer de Delhi
Le pilier de fer de Delhi ou pilier de fer de Mehrauli est un vestige archéologique et une curiosité métallurgique du Xe siècle se trouvant dans le complexe du Qûtb Minâr dans la banlieue sud de Delhi, en Inde. Il a la particularité de présenter une forte résistance à la rouille due à une couche uniforme d'un composé de fer, d'oxygène et d'hydrogène (δ-FeOOH), appelé « misawite » qui le protège des effets du climat de Delhi.

## Histoire

### Construction
Le pilier de fer de Delhi a été érigé par le râja Kumarâgupta Ier de la dynastie des Gupta qui régna sur l'Inde du Nord de 415 à 455. D'après le professeur Balasubramaniam[Qui ?], le pilier se trouvait probablement à Udaygiri ou Vishnupadagri dans le Madhya Pradesh, en Inde centrale, avant de rejoindre son emplacement actuel. Les historiens indiens pensent que, conformément à l'inscription en brahmi qu'il porte, il était surmonté par un symbole de Vishnou, un chakra probablement, qui fut retiré par les envahisseurs musulmans. Le pilier aurait été ensuite installé à Delhi par Ânand Pâl, le fondateur de la dynastie râjpute des Tomara en 1052.
Ce site comptait vingt-sept temples hindous ou jaïns d'après une inscription dans la mosquée citée par Mircea Eliade qui la visita lors de son séjour d'étude de trois ans en Inde. Les matériaux furent utilisés par Qûtb ud-Dîn Aibak pour bâtir le Qûtb Minâr et la mosquée Quwwat ul-Islâm. Cependant, Qûtb laissa le pilier en place et fit répartir les bâtiments tout autour. Ainsi, depuis quelque seize siècles, le pilier de fer se dresse à cet emplacement et, malgré les rigueurs du climat local, en particulier les pluies de mousson, il fait preuve d'une remarquable résistance à la corrosion.

### Analyses scientifiques
En 1870, l'archéologue britannique Alexander Cunningham, premier directeur de l'Archaeological Survey of India, est le premier à faire analyser le pilier par des métallurgistes qui révèlent, d'après leurs calculs, qu'il est composé d'un fer pur à 99,72 %, une qualité obtenue seulement au XIXe siècle en Occident, mais qui semblait courante dès le Ve siècle en Inde. Cependant, cela ne fournit pas une explication à sa résistance.
En 2002, le pilier est analysé une nouvelle fois par une équipe dirigée par R. Balasubramaniam de l'Institut indien de technologie de Kanpur. Les métallurgistes ont découvert qu'une fine couche d'un composé de fer, d'oxygène et d'hydrogène (δ-FeOOH), appelé misawite dans le texte anglais, protégeait le pilier de la rouille. Cette couche prit forme dans les trois années qui suivirent l'érection du pilier et gagna lentement en épaisseur depuis, pour atteindre aujourd'hui celle d'un vingtième de millimètre. Dans un article paru dans Current Science (en), Balasubramaniam affirme que le film protecteur s'est formé de façon catalytique du fait de la présence d'une haute teneur en phosphore dans le fer, jusqu'à 1 % à comparer au 0,05 que l'on trouve couramment dans le fer actuellement et incompatible avec la valeur de 99,72% de fer trouvée plus d'un siècle plutôt. Cette teneur est le résultat du travail des artisans indiens de cette période, qui pour leur fabrication de l'acier, transformaient le minerai de fer en acier en une seule étape en le mélangeant avec du charbon de bois. En revanche, le haut fourneau moderne utilise du coke à la place du charbon de bois et de la pierre à chaux pour évacuer vers les scories les impuretés dont la majeure partie du phosphore.
Affirmant que le pilier est « un témoignage vivant de la compétence des métallurgistes de l'Inde antique », Balasubramaniam ajoute que le travail de son équipe sur la formation du film protecteur qui protège le pilier pourrait conduire à améliorer la résistance à la corrosion à long terme des conteneurs destinés au stockage des déchets nucléaires.

## Description

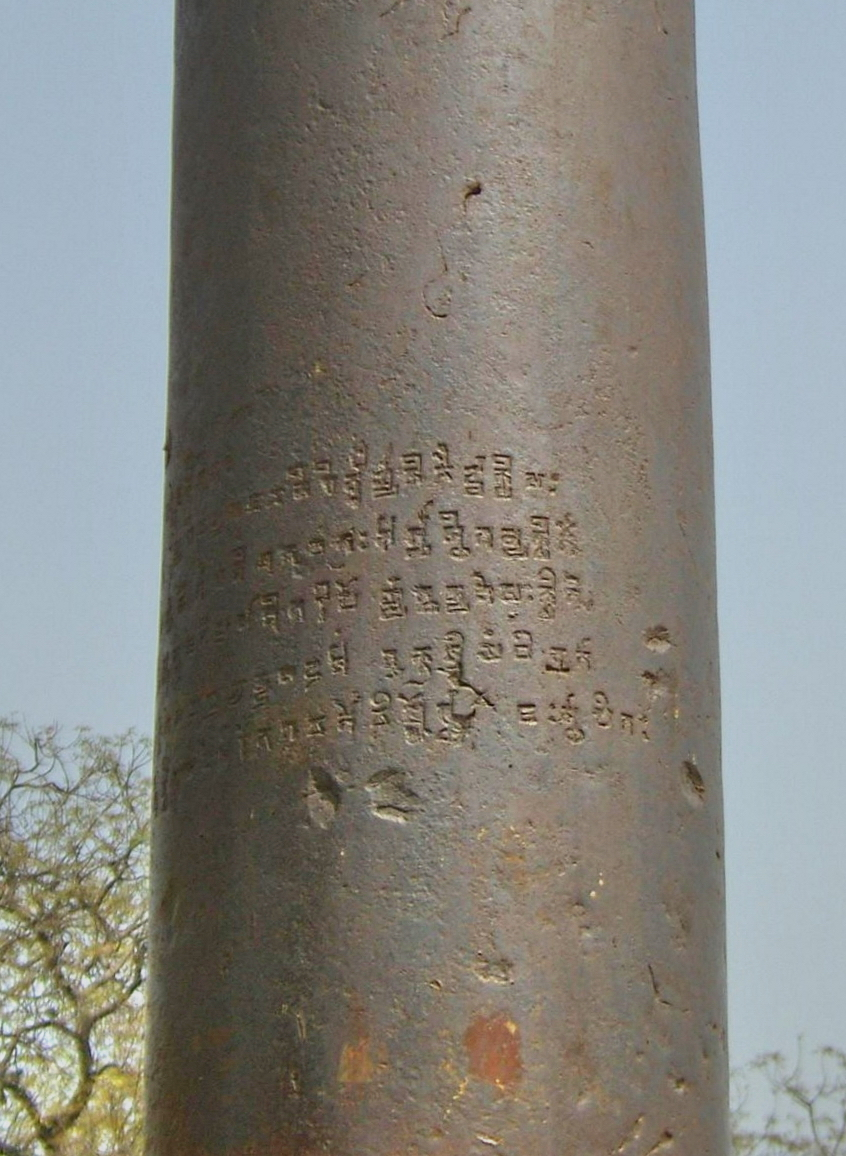
Détail du pilier

Le pilier de fer de Delhi mesure plus de sept mètres, en comptant la partie enterrée et le chapiteau, et pèse plus de six tonnes.
Il s'agit d'un des rares vestiges antérieurs à l'islamisation du site.
On trouve un pilier comparable à Dhâr dans le Madhya Pradesh, ainsi qu'un autre beaucoup moins connu dans le temple de Mookambika à Kollur, dans la zone forestière des Kodachadri Hills, situé dans les Ghâts occidentaux au Karnataka. On peut leur rapprocher aussi les tirants métalliques que les ingénieurs indiens avaient prévus pour assurer la cohérence de l'édifice lorsqu'ils construisirent au milieu du XIIIe siècle l'énorme temple de Sûrya à Konarak, un bâtiment à la limite de leur capacité technique et qui n'est pas parvenu parfaitement conservé jusqu'à nous. Dans le dernier cas, ces objets métalliques subissent des contraintes météorologiques plus importantes que le pilier de Delhi, car ils sont exposés en permanence à l'air marin du golfe du Bengale, sur les bords duquel est construit le temple.

### Trace d'un tir de boulet de canon
Une importante indentation visible approximativement à mi-hauteur de la colonne, 4m (13 pieds) du niveau du sol, s'est avérée être le résultat d'un tir de boulet de canon à faible distance. L'impact a causé une fissuration dans la zone diamétralement opposée à la zone ayant subi l'impact mais la colonne elle même est demeurée intacte.

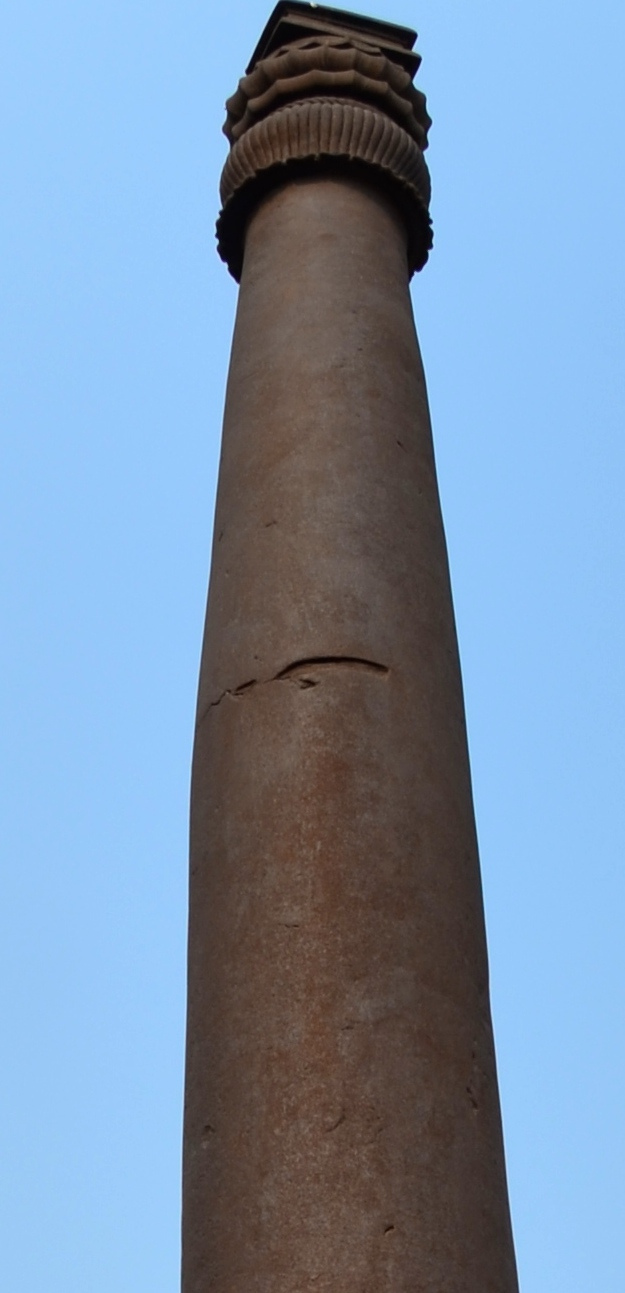
partie supérieure du pilier de Delhi supposée fissurée à la suite d'un tir de boulet de canon en 1739.

Bien qu'on ne connaisse aucun document, aucune inscription et aucun enregistrement contemporain de l'événement le décrivant, la majorité des historiens s'accordent généralement sur le fait que Nadir Shah, empereur perse, a probablement ordonné la destruction du pilier lors de son Invasion de Delhi en 1739, considérant la présence d'un monument de temple hindouiste indésirable au sein d'un complexe de mosquées islamique. Il peut également avoir songé à déloger la partie décorative du sommet dans l'espoir d'y découvrir des pierres précieuses dissimulées ou quelque autre objet de valeur.
Aucun autre dommage provenant de boulets de canon n'est à déplorer sur la colonne, ce qui laisse penser qu'il n'y a pas eu d'autre tir. Les historiens ont également émis l'hypothèse que des fragments du boulet aient pu ricocher et abîmer la mosquée Qwwat ul-Islâm toute proche, dont on sait que la portion Sud-ouest a subi des dommages à la même période. Ainsi, tout assaut supplémentaire contre le pilier aurait été abandonné.